# Шевченко (Бахмачский район)
Шевче́нко (укр. Шевченка) — село, расположенное на территории Бахмачского района Черниговской области (Украина), недалеко от станции Плиски.
Это также самый западный населённый пункт Бахмачского района.

## История
До 1928 года — хутор Забелин, ранее — хутор Ивановский, дата создания — 1815 год.

## Известные люди
На хуторе жил, умер и похоронен знаменитый русский художник Николай Николаевич Ге.
Здесь родился Б. А. Рыбалко (1952) — Герой Украины.